# Lower Logging Lake Snowshoe Cabin and Boathouse
L'ensemble dit Lower Logging Lake Snowshoe Cabin and Boathouse est constitué d'une cabane et d'un hangar à bateaux américains dans le comté de Flathead, dans le Montana. Situé sur les bords du lac Logging, il est protégé au sein du parc national de Glacier. Il est par ailleurs inscrit au Registre national des lieux historiques depuis le 16 décembre 1986.